# Józef Polok
Józef Polok (ur. 4 listopada 1958 w Żorach, zm. 28 stycznia 2008 w Jastrzębiu-Zdroju) – polski aktor, artysta kabaretowy i przedsiębiorca.

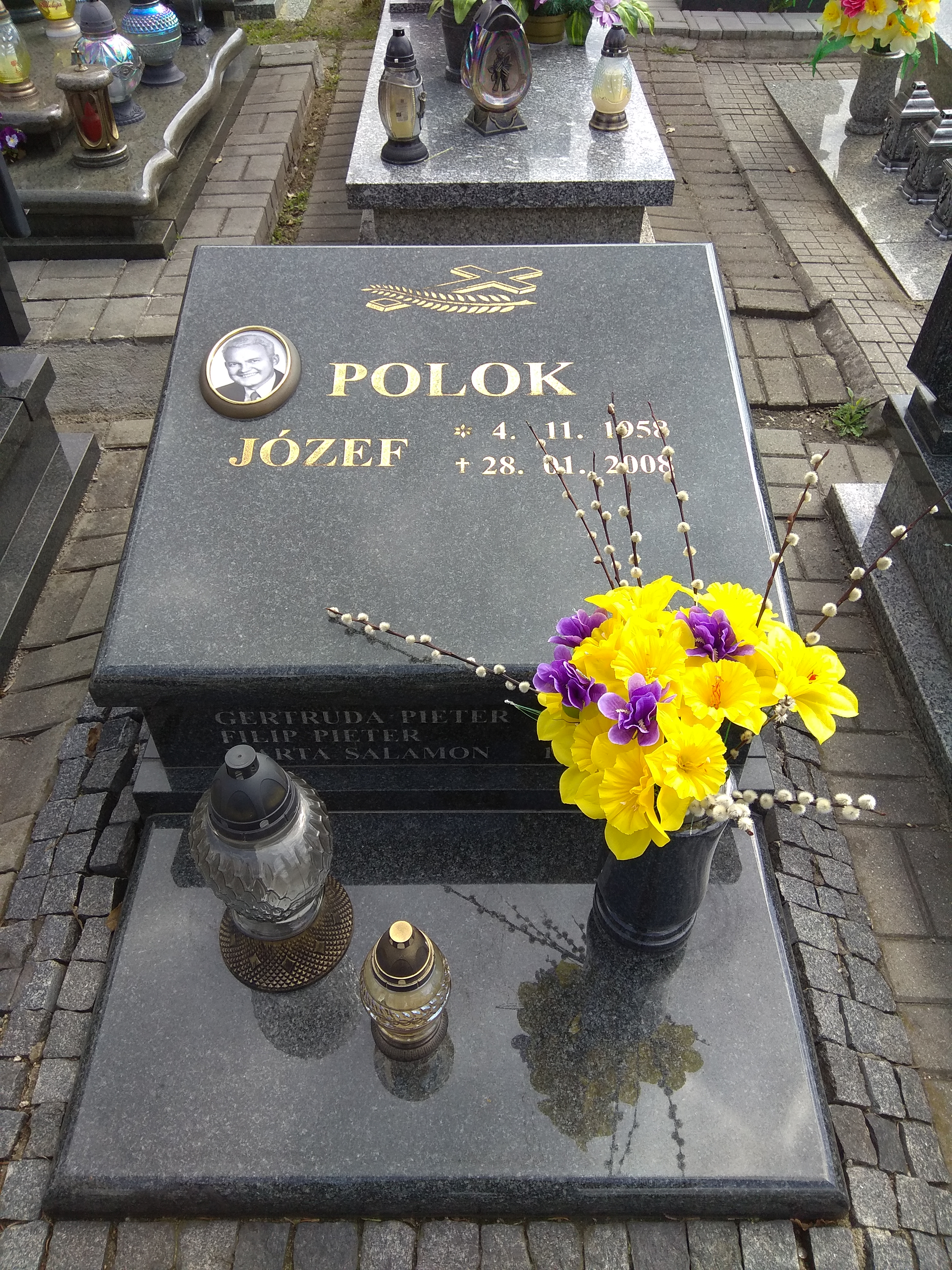
Grób Józefa Poloka na cmentarzu parafialnym przy ulicy Cmentarnej w Rybniku (sektor 13, rząd 1, kwatera 14-6)

## Życiorys
W 1978 ukończył Technikum Górnicze w Rybniku. W tym samym roku rozpoczął studia w Państwowej Wyższej Szkole Teatralnej im. Ludwika Solskiego w Krakowie. W 1982 ukończył studia z tytułem magistra.
Znany był z programów Kazimierza Kutza rozmowy o Górnym Śląsku. Największą popularność zyskał dzięki roli szwagra Ernesta w serialu Święta wojna. W 2002 wraz z synem Pawłem (również występującym w Świętej wojnie, w roli Johnny'ego) założył zespół Kapela ze Śląska. Duża część jego twórczości aktorskiej, a przede wszystkim satyrycznej, była związana ze śląską mową. W 2004 roku otrzymał nagrodę Hanysy 2004 za estradową elegancję. W TVP3 Katowice prowadził programy rozrywkowe, m.in. Śląski Koncert Życzeń i Śląska Laba.
Prowadził także przedsiębiorstwo handlowe.
Józef Polok zmarł z powodu nowotworu. 31 stycznia 2008 roku został pochowany na cmentarzu parafialnym w Rybniku. Po jego śmierci zespół Kapela ze Śląska zmieniła nazwę na Kapela ze Śląska im. Józefa Poloka. Od 2019 imię Poloka nosi jedna z ulic w centrum Rybnika.
W 2009 roku Mirosław Szołtysek nagrał piosenkę na cześć Józefa Poloka Wspomnienie o Józku.

## Filmografia
- 2000-2007: Święta wojna jako szwagier Ernest Kowolik

## Nagrody
- 2004 – Laureat Nagrody Hanysy 2004 za estradową elegancję
- 2008 – Pośmiertnie wraz z synem Pawłem został nagrodzony w konkursie Człowiek Roku 2007 organizowanego przez portal Rybnik.com.pl[11]

## Życie prywatne
Józef Polok miał żonę Bogumiłę, mieli dwójkę dzieci: syna Pawła i córkę Martynę.